# Dichromodes orthogramma
Dichromodes orthogramma là một loài bướm đêm trong họ Geometridae.